# Kammatthána
A kammatthána (páli, szanszkrit: karmasthana - szó szerint: a munkavégzés helye) a buddhizmusban a gyakorló a tudatán belül ezen a helyen végez gyakorlatokat a spirituális fejlődés érdekében. Pontosabban arra a negyven kanonikus meditációs tárgyra vonatkozik, amelyeket a Viszuddhimagga harmadik fejezete sorol fel.
A buddhista tanítók mindegyik kammatthána gyakorlatot a gyakorló személyiségének és spirituális fejlettségének megfelelően választják ki.

## A negyven meditációs tárgy
A kammatthána negyven meditációs tárgya közül az első tíz közvetlenül tapasztalható, ún. 'kaszina' vagy 'egy egész': 

(1) föld, (2) víz, (3) tűz, (4) levegő, szél, (5) kék, zöld, (6) sárga, (7) vörös, (8) fehér, (9) zárt tér, (10) fényesség.
A következő tíz az irtózás tárgyai (aszubha): 

(1) felfúvódott holttest, (2) elszíneződött, kékes holttest, (3) gennyes holttest, (4) felhasított holttest, (5) szétmarcangolt holttest, (6,7) megcsonkított holttest, (8) vérző holttest, (9) féregrágta holttest, (10) csontváz.
Tíz felhalmozás (anusszati): 

A három drágaság értékeinek felhalmozása:
(1) Buddha
(2) Dharma
(3) Szangha
A következő három érték felhalmozása:
(4) moralitás (Síla)
(5) bőkezűség (csága)
(6) dévák üdvös tulajdonságai
Egyéb felhalmozások:
(7) a test (kája)
(8) halál (lásd: Upaddzshatthána-szutta)
(9) a légzés (prána) vagy lélegzet (ánápána)
(10) béke (lásd: Nibbana).
Négy Brahma szint (Brahma-vihára): 

(1) feltétel nélküli kedvesség és jószándék (mettá)
(2) együttérzés (karuná)
(3) együtt érző öröm mások sikerével szemben (muditá)
(4) kiegyensúlyozott egykedvűség (upekkhá)
Négy forma nélküli állapot (négy arúpadzshána):

(1) végtelen tér
(2) végtelen tudat
(3) végtelen üresség
(4) sem észlelés sem nem észlelés.
Valamint:
Az étel visszataszítóságának vizsgálata (aharepatikulaszanna) és
A négy elem elemzése (csatudhatuvavatthana): föld (pathavi), víz (apo), tűz (tedzso), levegő (vajo).

## A meditáció tárgya a gyakorló vérmérséklete szerint
Az előbb említett összes meditációs tárgy képes elnyomni az öt akadályt, ezáltal elérthető a bölcsesség. Ezen felül bárki alkalmazhat egyéni meditációs tárgyat, úgynevezett ellenmérgeket.
A páli szövegmagyarázatokban további segítségek szerepelnek, hogy a gyakorló a vérmérséklete alapján hogyan válasszon meditációs tárgyat:
- Kapzsi: a tíz irtózatos tárgy; vagy a 32 testrész feletti meditáció (lásd: Patikkúlamanaszikára).
- Gyűlölködő: a négy brahma-vihára; vagy a négy szín kaszina.
- Mulya: légzés tudatossága.
- Hűséges: az első hat felhalmozása.
- Intelligens: halál vagy béke felhalmozása; az étel visszataszítóságának elemzése; vagy a négy elem elemzése.
- Spekulatív: légzés tudatossága.

A hat színtelen kaszina és a négy forma nélküli állapot minden vérmérsékletű gyakorló számára megfelelő.